# QF 2 pounder
Скорострельная двухфунтовая пушка (англ. Royal Ordnance Quick Firing 2-pounder) — британская противотанковая пушка калибра 40 мм раннего периода Второй мировой войны. Определение «двухфунтовая» происходит от примерной массы бронебойного снаряда. Использовалась как самостоятельно на крестообразном лафете с колёсным ходом, так и в качестве основного вооружения различной британской бронетехники.

## История
В период между мировыми войнами, основным предназначением танков считалась борьба с пехотой, однако в некоторых странах, в том числе Великобритании, пришли к выводу, что танки должны иметь оружие самообороны от вражеской бронетехники и возможность самостоятельно уничтожать танки противника. На вооружении британских танков в 20 — 30 гг. совместно с пулемётным вооружением устанавливалась модификация 3-фунтовой 47 мм корабельной пушки, однако его технические характеристики были признаны неудовлетворительными. В связи с этим в Великобритании, в 1934-м году, Военным министерством, было сформулировано требование к новому орудию. Оно должно было быть небольшим, для возможности установки его во вращающейся башне, иметь высокую скорострельность, а также бронепробиваемость, достаточную для гарантированного поражения танков противника. Для борьбы с пехотой орудие не предназначалось, в связи с чем не предусматривалось иметь в арсенале осколочно-фугасный снаряд, для этой цели на тот момент считалось достаточным применения пулемётного вооружения.
После изучения различных образцов, в том числе зарубежного противотанкового оружия, в 1935 году было принято решение принять на вооружение 2-фунтовую пушку калибром 40 (42) мм разработанную компанией «Виккерс-Армстронг» годом ранее. Орудие отвечало всем предъявленным требованиям, имело пробитие в 42-мм брони под углом 30° на дистанции 915 м (1000 ярдов), оснащение полуавтоматическим затвором обеспечивало высокую скорострельность. Пушку сочли удачной и было принято решение разработать для неё лафет и принять на вооружение в качестве основного противотанкового орудия пехотных частей, для которых, на тот момент, этот вопрос стоял так же остро.
В 1936 году начался серийный выпуск, на вооружение пехоты поступила модификация орудия на буксируемом лафете, который раздвигаясь, образовывал трехногий станок. При переводе орудия в боевое положение, колеса автоматически отрывались от земли и фиксировались по бокам, для быстрого наведения по горизонтали использовался двухскоростной механизм. Пушка оснащалась щитовым прикрытием и могла легко поворачиваться в любую точку на 360°, что позволяло вести огонь по движущейся бронетехнике в любом направлении, так же на орудии был смонтирован передовой оптический прицел, который позволял вести огонь в условиях плохой видимости. Огонь на большие дистанции обеспечивал внедрённый несколько позднее телескопический прицел.
На момент появления в 1936 году двухфунтовка была, вероятно, сложнейшим орудием в своём классе, превосходя новые 37-мм немецкие пушки по целому ряду параметров и оставляя далеко за собой меньшие по калибру 25-мм орудия, они полностью уступали бельгийским 47-мм пушкам F.R.C. Mod.31. Несмотря на небольшой калибр, орудие получилось достаточно большим и тяжёлым для переноски его силами расчёта. Конструкция орудия, хоть и дававшая ему некоторые преимущества, получилась излишне переусложнённой, что стало основным препятствием в массовом производстве. 37-мм лицензионная пушка Bofors был гораздо более полезным оружием. В 1938 году Британская армия начала передавать все двухфунтовки полкам новоорганизованной противотанковой артиллерии. Двухфунтовкой широко вооружались танки, бронеавтомобили и бронетранспортёры Universal Carrier. Двухфунтовка, находясь в одной весовой категории, уступала по своим характеристикам французскому 47-мм противотанковому орудию, которое было превосходным противотанковым средством на 1939 год.
Массовое производство орудия началось в 1939 году.
То что орудие получило отрицательную репутацию связано с тем, что, к тому моменту когда оно стало использоваться, орудие безнадёжно устарело. В немалой степени это было обусловлено конструкцией орудия, которая была рассчитана на стационарную позицию с сектором обстрела 360°. В результате пушка получилась в два раза тяжелее других орудий в своём классе, что не позволяло использовать её при наступлении как высокомобильное штурмовое орудие.
События 1940 года показали, что 2-pdr устарело, и BEF должен был оставить основную часть своих 2-pdr-пушек в Дюнкерке. Оно не имело возможности пробивать толстую броню большинства немецких танков, и эффективный радиус действия был слишком малым; снаряды были слишком лёгкими, чтобы нанести урон в дальности за пределами действия пулемётов танков, огонь которых уничтожал расчёты до того, как они смогли бы поразить танк.

## Боевое применение
Впервые орудие было использовано бельгийской армией при немецком вторжении в Нидерланды и Бельгию и впоследствии Британской армией при отступлении к Дюнкерку. Не меньше 502 двухфунтовок были потеряны во Франции при эвакуации из Дюнкерка, лишив пехотные подразделения противотанковых средств.
Однако в Соединённом Королевстве не было другого современного противотанкового оружия для армии и британским войскам было больше нечем поражать вражеские танки. Поэтому промышленность, продолжала производить 2-pdr несмотря на осознание того, что это безнадёжно устаревшее орудие.
То же можно сказать и про Североафриканскую кампанию 1941—1943 годов, когда 2-pdr оказалось практически бесполезным против танков Африканского корпуса и до такой степени, что в роли противотанковых пришлось использовать полевые 25-pdr орудия. Были опробованы все возможные средства, позволяющие сделать 2-pdr более эффективным, одним из которых являлось размещение орудия в кузове грузовика для обеспечения мобильности.
Начиная с середины 1942 года, двухфунтовки были переданы частям, расквартированным в самой Великобритании и подразделениям, сражающимся на Дальнем Востоке. В последнем случае двухфунтовки были всё ещё эффективным оружием против слабобронированных японских танков. Окончательно противотанковая пушка Ordnance QF 2 pounder была полностью снята с вооружения в декабре 1945 года.
Как оружие бронетехники двухфунтовка использовалась всю войну. Несмотря на то, что большинство танков, вооружённых этой пушкой, были сняты с вооружения или перевооружены на 6-фунтовку, 2-фунтовка оставалась главным оружием бронеавтомобилей. Улучшенные боеприпасы немного увеличили бронепробиваемость, несмотря на использование пушки в основном против других бронеавтомобилей, где броня как правило была противопульной.
Бронепробиваемость орудия была улучшена введением адаптера Littlejohn, который позволял придавать  подкалиберным снарядам с гораздо большую начальную скорость.
Двухфунтовки никогда не снабжались осколочно-фугасными снарядами, которые могли бы позволить этим пушкам поражать небронированные цели (несмотря на то, что такие снаряды выпускались промышленностью для нужд зенитной артиллерии и флота). Это обстоятельство оказалось серьёзной проблемой в бою, когда возникали перестрелки между противостоящими друг другу противотанковыми подразделениями. Также это представляло очень большой недостаток боевых машин, вооружённых двухфунтовкой — они были очень неэффективны против вражеских противотанковых орудий и их расчётов вне зоны досягаемости их пулемётного огня.
Интересной адаптацией был канадский проект David High Velocity, позволяющий стрелять двухфунтовыми боеприпасами из 6-фунтовой пушки. Главной идеей было увеличить дульную скорость снаряда при выстреле и тем самым повысить точность. Система всё ещё разрабатывалась, когда война закончилась, поэтому проект закрыли за дальнейшей ненадобностью.

## Варианты
- Mk IX — основная довоенная версия с введённым телескопическим прицелом
- Mk IX-A — Mk IX, упрощённая для серийного производства
- Mk X — поздняя версия с использованием более высококачественных сталей
- Mk X-A — Mk X с улучшенными производственными допусками
- Mk X-B — основная версия позднего периода войны для бронемашин с адаптером Littlejohn

Двухфунтовое орудие использовалось на английских танках «Матильда», «Крусейдер», «Валентайн», «Тетрарх», ранних моделях танка «Черчилль» и бронеавтомобилях «Даймлер» и AEC.

## Тактико-технические характеристики
- Калибр, мм: 40
- Длина ствола, клб: 50
- Масса снаряда, кг
  - калиберного бронебойного: 1,07
  - подкалиберного бронебойного: 1,2
  - подкалиберного бронебойного Mk I для адаптера Littlejohn: 0,45
  - подкалиберного бронебойного Mk II для адаптера Littlejohn: 0,57
- Дульная скорость снаряда, м/с
  - калиберного бронебойного: 853
  - подкалиберного бронебойного: 792
  - подкалиберного бронебойного Mk I для адаптера Littlejohn: 1280
  - подкалиберного бронебойного Mk II для адаптера Littlejohn: 1143
- Максимальная дальность стрельбы, м: 900
- Бронепробиваемость (тип брони и заброневое действие не указаны)
  - калиберным бронебойным снарядом AP: 42 мм на 900 м
  - подкалиберным бронебойным снарядом APHV: 53 мм на 450 м при угле встречи 30 градусов от нормали
  - подкалиберным бронебойным снарядом APCBC с использованием адаптера Littlejohn Mk I: 88 мм (условия неизвестны)

| Боеприпасы 40-мм пушки QF 2 pounder                                                       |                           |                    |                   |               |                                           |
| Тип снаряда                                                                               | Марка                     | Масса выстрела, кг | Масса снаряда, кг | Масса ВВ, г   | Дульная скорость, м/с                     |
| бронебойный остроголовый сплошной с защитным и баллистическим наконечниками, трассирующий | APCBC/T Mk I Shot         | 2,22               | 1,22              | —             | 850                                       |
| бронебойный остроголовый сплошной, трассирующий, высокоскоростной                         | APHV/T Shot               | 2,04               | 1,08              | —             | 853                                       |
| бронебойный остроголовый сплошной, трассирующий                                           | AP/T Mk I Shot            | 2,04               | 1,08              | —             | 792/853 (нормальный / усиленный заряды)   |
| бронебойный остроголовый, трассирующий                                                    | AP/T Mk I Shell           | 2,04               | 1,08              | 19,5 (лиддит) | 792/853 (нормальный / усиленный заряды)   |
| учебный сплошной остроголовый                                                             | Practice Shot, Pointed    | 2,04               | 1,08              | —             | 792/594 (нормальный / уменьшенный заряды) |
| учебный сплошной тупоголовый                                                              | Practice Shot, flatheaded | 2,04               | 1,08              | —             | 594                                       |
| осколочный, трассирующий                                                                  | Mk II T                   | ?                  | 1,34              | 71 (тротил)   | 687                                       |

| Таблица бронепробиваемости для QF 2 pounder |                                              |
| AP (калиберный бронебойный)                 |                                              |
| Дальность стрельбы, м                       | Бронепробиваемость при угле встречи 60 °, мм |
| 91                                          | 49                                           |
| 457                                         | 37                                           |
| 914                                         | 27                                           |
| 1371                                        | 17                                           |
| APHV                                        |                                              |
| Дальность стрельбы, м                       | Бронепробиваемость при угле встречи 60 °, мм |
| 457                                         | 54                                           |
| APCBC                                       |                                              |
| Дальность стрельбы, м                       | Бронепробиваемость при угле встречи 60 °, мм |
| 457                                         | 53,5                                         |

## Страны-эксплуатанты
- Великобритания
- Нацистская Германия: трофейные орудия (первые из которых были захвачены летом 1940 года во Франции и Бельгии) использовали в под обозначением 4,0 cm Pak 192(e) или 4,0 cm Pak 154(b), где «e» и «b» относились соответственно к Англии (England) и Бельгии (Belgium).
- Япония — трофейные орудия использовались подразделениями японской армии[14]